# Rowena Sweatman
Rowena Sweatman (* 10. Februar 1968 in Feltham, London) ist eine ehemalige britische Judoka. Sie war Europameisterin 1994 und Europameisterschaftsdritte 1995.

## Sportliche Karriere
Die 1,73 m große Rowena Sweatman kämpfte meist im Mittelgewicht, der Gewichtsklasse bis 66 Kilogramm. 1986 gewann sie eine Bronzemedaille bei den Commonwealth Games, 1988 und 1992 siegte sie bei den Commonwealth Championships. Bei den Europameisterschaften 1992 schied sie in der Hoffnungsrunde aus, nachdem sie im Viertelfinale gegen die Belgierin Heidi Rakels verloren hatte. Zwei Jahre später bei den Europameisterschaften in Danzig besiegte sie im Halbfinale die Portugiesin Catarina Rodrigues und im Finale die Österreicherin Anneliese Anglberger und gewann damit den Europameistertitel. Im Jahr darauf unterlag sie im Halbfinale der Europameisterschaften in Birmingham der Italienerin Emanuela Pierantozzi. Sweatman erkämpfte aber die Bronzemedaille mit einem Sieg gegen die Bulgarin Galina Iwanowa. Bei den Weltmeisterschaften in Chiba traf sie schon in ihrem ersten Kampf auf Pierantozzi und schied aus. 1996 unterlag Sweatman bei den Europameisterschaften in Den Haag im Viertelfinale Heidi Rakels. Mit zwei Siegen in der Hoffnungsrunde erreichte Sweatmann dann den Kampf um Bronze, den sie gegen die Tschechin Helena Štusáková verlor. Zum Abschluss ihrer Karriere nahm Rowena Sweatman an den Olympischen Spielen in Atlanta teil. Sie bezwang zum Auftakt die Deutsche Anja von Rekowski, im Viertelfinale unterlag sie nach 36 Sekunden der Polin Aneta Szczepańska. Nach einem Sieg in der Hoffnungsrunde gegen Mélanie Engoang aus Gabun verlor sie gegen Odalis Revé aus Kuba und belegte den siebten Platz.
Rowena Sweatman war verheiratet mit dem Judoka Ryan Birch.